# Otto Detlefsen
Otto Detlefsen (27. november 1881 i København – 11. februar 1963) var en dansk operasanger og skuespiller.
Han debuterede den 16. august 1906 på teatret Casino. Rejste allerede året efter til USA hvor han medvirkede i en opsætning af Franz Lehárs operette Den glade enke (1905). 700 gange var han med til at opfører den. Senere sang han også i Tivoli. Efter han i 1912 havde giftet sig med den kendte skolerytterske og cirkusprinsesse Baptista Schreiber (1886-1956), begyndte han at kalde sig for "savsmuldssangeren". De næste 12 år, så længe ægteskabet varede, turnerede de verden rundt med et show de kaldte for "Singing Cowboys".
Han debuterede hos Nordisk Film omkring 1908 i stumfilmen Sherlock Holmes i Livsfare og medvirkede i perioden 1911-15 i omkring 14 stumfilm. Derudover medvirkede han også i en enkelt svensk stumfilm, Anförtrodda medel (1911), og en enkelt fransk stumfilm, Kean (1924), den sidste hvor også den berømte russiske stumfilmstjerne Ivan Mozzhukhin medvirkede. Desuden var han manuskriptforfatter på en enkelt film:  Den hvide Rytterske  (1915).
Otto Detlefsen var gift to gange. Først fra 1912 med Baptista Schreiber og senere med operasangerinden Anna Egelund Detlefsen. Han døde den 11. februar 1963 og ligger begravet på Vor Frelsers Kirkegård i København.

## Filmografi

### Som skuespiller

#### Stumfilm
- Sherlock Holmes i Livsfare (instruktør Viggo Larsen, 1908)
- Mafia (1908)
- Den farlige Alder (instruktør August Blom, 1911)
- Den hvide Slavehandels sidste Offer (instruktør August Blom, 1911)
- Den Sorte Hætte (instruktør William Augustinus, 1911)
- Den hvide Tulipan (instruktør William Augustinus, 1911)
- Herr Storms første Monocle (instruktør August Blom, 1911)
- Smæklaasen (1911)
- For aabent Tæppe (instruktør August Blom, 1912)
- En Mesalliance (som Baron Francis North; ukendt instruktør, 1912)
- Betroede Midler (som Grev de Raymon; ukendt instruktør, 1912; Sverige)
- Skyldig? - ikke skyldig? (som Bninski, polak; 1913)
- Den hvide Rytterske (instruktør Alfred Cohn 1914)
- Manegens Børn (som René Briand, løjtnant; instruktør Hjalmar Davidsen, 1915)
- Lille Teddy (som Armand, artist; instruktør Alfred Cohn, 1915)
- Kean (som prinsen af Wales; instruktør Alexandre Volkoff; 1924; Frankrig)

#### Tonefilm
- Baby på eventyr (som Wilhelm, Tjener paa Godset "Rosenfeldt; instruktør Johan Jacobsen, 1942)
- Det bødes der for (som chefen; instruktør Emanuel Gregers, 1944)
- Ta', hvad du vil ha'' (instruktør Ole Palsbo, 1947)
- Kampen mod uretten (instruktør Ole Palsbo, 1949)
- Adam og Eva (som dommeren; instruktør Erik Balling, 1953)
- Vi som går køkkenvejen (som inkassator; instruktør Erik Balling, 1953)

### Som manuskriptforfatter
- Den hvide Rytterske (instruktør Alfred Cohn, 1915)